# کتاب کیم
کتاب کیم (انگلیسی: Kim Book؛ زادهٔ ۱۲ فوریهٔ ۱۹۴۶) بازیکن فوتبال، و سرمربی (فوتبال) است.
از باشگاه‌هایی که در آن بازی کرده‌است می‌توان به باشگاه فوتبال منزفیلد تاون، باشگاه فوتبال دونکستر راورز، و باشگاه فوتبال نورث‌همپتون تاون اشاره کرد.